# Kim Liên, Kim Thành
Kim Liên là một xã thuộc huyện Kim Thành, tỉnh Hải Dương, Việt Nam.

## Địa lý
Xã Kim Liên nằm ở phía đông huyện Kim Thành, có vị trí địa lý:
- Phía đông giáp thành phố Hải Phòng
- Phía tây giáp thị trấn Phú Thái và xã Kim Anh
- Phía nam giáp xã Kim Tân
- Phía bắc giáp thị xã Kinh Môn.

Xã Kim Liên có diện tích 8,40 km², dân số năm 2018 là 10.675 người, mật độ dân số đạt 1.271 người/km².

## Lịch sử
Nguyên xưa đây là vùng đất nằm trong hệ thống "Hải Dương quan phòng" thuộc đạo Hồng Châu thời Đinh - Tiền Lê (thời Lý - Trần đổi là lộ Hồng Châu) được đặt các trạm gác quan trọng với nhiệm vụ bảo vệ khu vực duyên hải.
Trước thời Lê trung hưng, vùng đất này còn hoang vắng, nhiều rừng rậm, lắm thú dữ, hơn nữa lại nhiều sú vẹt và đầm lầy, nên không có dân định cư lâu dài mà chỉ là "du canh du cư". Đến thời Mạc Đăng Dung lật đổ nhà Hậu Lê, một số trung thần nhà Lê không theo nhà Mạc đã đến vùng này định cư, thay tên đổi họ, trở thành những cư dân bản xứ đầu tiên. Khi nhà Mạc thất thủ Thăng Long, một số tôn thất nhà Mạc cùng các quan lại bất mãn chính quyền Lê - Trịnh cũng chạy về đây khai hoang lập ấp. Trong các thời kỳ sau đó, nhiều gia tộc nhỏ tiếp tục đến đây lánh nạn tạo ra sự đa dạng thêm cho hệ thống tông tộc ở nơi này.
Năm Minh Mạng thứ 12 (1831), triều đình cho lập tỉnh Hải Dương bao gồm 5 phủ 19 huyện. Vùng đất Kim Liên ngày nay, bấy giờ thuộc tổng Bất Nạo huyện Kim Thành.
Huyện Kim Thành thời Pháp thuộc được chia làm 7 tổng: Cam Đông, Lai Vu, Phù Tải, Phí Gia, Lại Xuyên, Bất Nạo và Hà Nhuận. Sau này Hà Nhuận được cắt sang huyện An Dương của tỉnh Kiến An, Kim Thành chỉ còn 6 tổng, trong đó tổng Bất Nạo bao gồm 8 xã: Bất Nạo, Dưỡng Thái (còn gọi làng Oi), An Thái, Lương Xá, Cổ Phục (còn gọi làng Si), Cống Khê, Văn Dương và Bân Lộc. Các xã Bân Lộc, Cổ Phục và Lương Xá tương ứng với địa bàn xã Kim Lương cũ.
Sau khi Cách mạng tháng Tám thành công, chính phủ lâm thời Việt Nam Dân chủ Cộng hòa cho gộp xã Bân Lộc, Cổ Phục và Lương Xá lại để thành lập xã Minh Tân, lấy ý câu trong sách Đại Học là "minh đức tân dân". Qua 3 năm, xã lại đổi tên thành xã Nhật Tân. Trong thời kỳ Kháng chiến chống Pháp, xã Nhật Tân sáp nhập với xã Vạn Thọ (bao gồm 2 xã Cống Khê và Vân Dương trước đây) thành xã Vạn Tân.
Sau khi kiểm soát được hoàn toàn miền Bắc, chính quyền Việt Nam Dân chủ Cộng hòa chia xã Vạn Tân thành hai xã Kim Khê và Kim Lương. Trong đó, xã Kim Lương được thành lập trên cơ sở 2 thôn Cổ Phục (bao gồm cả xã Bân Lộc cũ, lúc đó đã trở thành xóm Trại Mới) và Lương Xá.
Trước khi sáp nhập, xã Kim Khê có diện tích 3,09 km², dân số là 3.155 người, mật độ dân số đạt 1.021 người/km². Xã Kim Lương có diện tích 5,31 km², dân số là 7.520 người, mật độ dân số đạt 1.416 người/km².
Ngày 16 tháng 10 năm 2019, Ủy ban Thường vụ Quốc hội ban hành Nghị quyết số 788/NQ-UBTVQH14 về việc sắp xếp các đơn vị hành chính cấp huyện, cấp xã thuộc tỉnh Hải Dương (nghị quyết có hiệu lực từ ngày 1 tháng 12 năm 2019). Theo đó, sáp nhập toàn bộ diện tích và dân số của hai xã Kim Khê và Kim Lương thành xã Kim Liên.

## Hành chính
Xã Kim Liên được chia thành 7 thôn: Cổ Phục Bắc, Cổ Phục Nam, Cống Khê, Lương Xá Bắc, Lương Xá Nam, Phương Tân, Vân Dương.

## Xã hội
Tại thôn Cổ Phục, cư dân chiếm đại đa số đều thuộc họ Nguyễn Văn, họ Hoàng gốc Mạc và họ Phạm. Ngoài ra còn có những họ nhỏ như họ Đỗ xóm trong, họ Đỗ xóm Trại Mới, họ Hoàng gốc Nguyễn, họ Hoàng gốc Ngô, họ Nguyễn Xuân, họ Nguyễn xóm Trại Mới, họ Nguyễn xóm trong, họ Phạm "nhập", họ Bùi, họ Vũ và một số họ thiểu số ngụ cư khác.
- Họ Nguyễn Văn: theo gia phả dòng họ, Thủy tổ vốn tên là Doãn Ích, người Nam Định, từng làm quan dưới triều Hậu Lê, do không theo nhà Mạc nên bỏ trốn đến vùng Cổ Phục ngày nay mai danh ẩn tính, đổi tên thành Nguyễn Thế Ích. Hậu duệ đời thứ 7 của Nguyễn Thế Ích là Phúc Thọ vốn làm tướng dưới thời vua Gia Long nhà Nguyễn lập nhiều chiến công hiển hách, sinh được cả thảy 12 người con trai. Trừ 3 người dời đi nơi khác làm ăn, còn 9 người ở lại trở thành tổ tiên của 9 chi họ Nguyễn Văn ngày nay.[3]
- Họ Hoàng: theo gia phả dòng họ, Thủy tổ tên là Hoàng Văn Bảo, cháu 4 đời của Vũ An Đế Mạc Toàn, nguyên người thôn An Lưu (nay thuộc xã Hiệp An huyện Kinh Môn tỉnh Hải Dương), sang lập nghiệp ở Cổ Phục rồi đổi thành họ Hoàng. Ông sinh được 3 người con trai nhưng có hai người đi tha phương rồi biệt tích, người con thứ 2 là Thực ở lại Cổ Phục sinh hạ 4 trai trở thành tổ tiên của 4 ngành họ Hoàng thôn Cổ Phục ngày nay.
- Họ Phạm: theo gia phả dòng họ, Thủy tổ tên là Phạm Văn Chất, không rõ nguyên quán, đến Cổ Phục khoảng đầu thế kỷ XVIII. Ông có hai người con trai, từ đó họ Phạm được phân thành 2 chi lớn cùng tồn tại cho đến tận ngày nay.

Tại thôn Lương Xá, cư dân chiếm đại đa số là họ Lê Đình, họ Hứa và họ Trần...

## Di tích
- Đình Bân Lộc (tên chữ là Hiển Linh đình): tọa lạc ở địa phận xã Bân Lộc cũ, thờ đức Thánh Gióng Phù Đổng Thiên Vương. Thời kỳ chiến tranh Đông Dương lần thứ nhất từng bị người Pháp đánh phá, năm 2004 nhân dân địa phương kiến nghị lên ủy ban nhân dân huyện Kim Thành xin phép được khôi phục lại ngôi đình trên di tích còn sót lại ngày xưa và đã được chính quyền chấp nhận. Ngày Giỗ Tổ Hùng Vương mồng 10/3 âm lịch hàng năm được lựa chọn để mở hội, lễ hội được diễn ra trong vòng 3 hôm với những trò chơi dân gian đặc sắc.
- Chùa Si (trước gọi là Hồi Linh tự, sau đổi thành Ứng Linh tự): vốn là một trong 72 ngôi chùa cổ thuộc thiền phái Trúc Lâm Yên Tử, thời kỳ kháng chiến chống Pháp cũng bị tàn phá nặng nề. Năm 2006, thượng tướng Nguyễn Thế Trị đặt vấn đề với xã xin cấp 3000 mét vuông đất để đứng ra tổ chức khôi phục lại di tích, đến ngày 15/4/1007 công trình được khánh thành và được đông đảo nhân dân bản địa cùng các du khách thập phương chào đón một cách rất nồng nhiệt.[4]
- Đình Lương Xá và Tháp gạch Cửu phẩm Liên hoa nằm trong khuôn viên Chùa Linh Quang là di tích lịch sử - văn hóa cấp Quốc gia.

## Giao thông

### Những tuyến giao thông chính
- Đường bộ: Tuyến Quốc lộ 5 đoạn chạy qua địa bàn xã có chiều dài 3 km.
- Đường sắt: Tuyến đường sắt Hà Nội - Hải Phòng nằm song song với quốc lộ 5A, đường sắt và đường bộ là ranh giới giữa các thôn Lương Xá Bắc và Cổ Phục Bắc với Lương Xá Nam và Cổ Phục Nam.
- Đường thủy: Dòng sông Dong đoạn chạy qua xã trước kia là ranh giới tự nhiên giữa 2 xã Kim Lương và Kim Khê, nay nằm trong địa bàn xã cũng chạy song song với tuyến đường bộ và đường sắt.

### Tai nạn giao thông
Vào lúc 13 giờ 55 ngày 21/01/2019, tại km 76 + 450 quốc lộ 5 đoạn qua xã Kim Lương cũ, xảy ra vụ tai nạn giao thông đặc biệt nghiêm trọng khiến 8 người chết, 8 người bị thương. Đây là vụ tai nạn giao thông đường bộ thảm khốc, để lại hậu quả nặng nề nhất về người tại Hải Dương từ trước đến nay. Theo báo cáo số 19/BATGT-VP của Ban An toàn giao thông tỉnh thời điểm trên, ô tô tải loại 2,5 tấn biển kiểm soát 29C-71953 đi hướng Thành phố Hải Dương - Hải Phòng đã đâm vào đoàn cán bộ Mặt trận tổ quốc xã Kim Lương với tổng số 60 - 70 người. Lúc này, sau khi viếng nghĩa trang liệt sĩ nhân dịp Đại hội Mặt trận tổ quốc xã, đoàn người đi bộ bên phải trên phần đường dành cho người đi bộ, xe thô sơ, theo hướng Hải Phòng - Thành phố Hải Dương

## Danh nhân
- Nguyễn Thế Trị, Thượng tướng Quân đội Nhân dân Việt Nam, hậu duệ đời thứ 13, chi thứ 7 của dòng họ Nguyễn Văn.[8]
- Hoàng Văn Mài, Anh hùng lực lượng vũ trang Nhân dân, hậu duệ đời thứ 13, chi thứ ba của dòng họ Hoàng gốc Mạc.
- Hoàng Văn Ha, Đại biểu quốc hội khóa VII[liên kết hỏng] (1981-1987), Đại biểu quốc hội khóa VIII[liên kết hỏng] (1987-1992) của tỉnh Hải Hưng,[9] hậu duệ đời thứ 14, chi thứ ba của dòng họ Hoàng gốc Mạc.